# کالوندبورگ
کالوندبورگ (به لاتین: Kalundborg) یک شهر در دانمارک است که در شهرداری با همان نام واقع شده‌است. کالوندبورگ ۱۶٬۳۴۳ نفر جمعیت دارد.
این شهر در سواحل شمال غربی بزرگترین جزیره دانمارکی شیلند واقع شده‌است، در مقابل، در شمال شرقی کپنهاگ و در ۱۱۰ کیلومتری (۶۸ مایل) آن قرار دارد.